# Аврора (кинотеатр, Санкт-Петербург)
Аврора — один из старейших кинотеатров в Санкт-Петербурге. Расположен в центре города, на Невском проспекте, во дворе дома № 60.

## История
На участке, где в настоящее время расположен дом № 60 по Невскому проспекту, в 1780-х годах был построен двухэтажный каменный дом для первого владельца — купца И. Ю. Денисова. С 1790-х годов участок принадлежал графу С. П. Румянцеву, а в конце 1830-х годов — его дочери, княгине В. С. Голицыной. В 1844—1845 годах в этом доме жил поэт П. А. Вяземский. В середине 1850-х годах дом принадлежал графине А. А. Толстой, матери писателя А. К. Толстого. В 1858 г. дом перешёл во владение купца И. И. Глазунова, для которого архитектор Е. И. Винтергальтер надстроил здание и изменил фасады. Дом принадлежал Глазунову и его потомкам вплоть до революции, в нём располагались различные конторы и магазины.
В 1913 году по проекту архитекторов Н. П. Степанова и В. В. Шауба (по другим сведениям — Н. И. Котовича) во дворе дома было сооружено здание кинематографа «Пикадилли», который вмещал 700 зрителей. Его фасад с полуротондой был решен в неоклассическом характере, а зрительный зал с лепным декором — в стиле модерн. Была приобретена новейшая для своего времени проекционная аппаратура, большой экран. Открытие кинотеатра состоялось (по уточненным данным) 26 декабря 1913 года, управляющим кинотеатра стал Н. Ф. Григор.
В 1913 году еще не открытый кинотеатр посетил Макс Линдер.
В 1923—1924 годах архитектор Б. А. Альмединген провел реконструкцию кинотеатра, включавшую новое оформление интерьеров. 16 октября 1930 года кинотеатр получил название «Аврора» (в честь крейсера «Аврора»). В кинотеатре была установлена аппаратура для демонстрации звуковых фильмов, и кинотеатр одним из первых в Ленинграде стал звуковым. В 1937 году он был расширен: площадь кинотеатра увеличилась вдвое, появились фойе и концертный зал, украшенный статуями античных богов (автор проекта реконструкции Н. П. Шеломов).
«Аврора» была одним из немногих кинотеатров, не прекращавших демонстрацию фильмов во время блокады Ленинграда.

## Современность

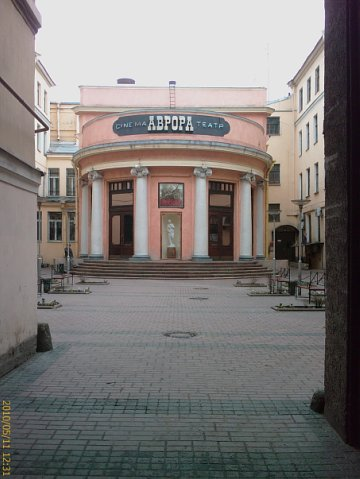
«Аврора» в 2011 году

В настоящее время в кинотеатре функционируют два кинозала — большой и малый, вместимостью 623 и 100 мест соответственно, а также кинобар и кафе.
В 1998 году в кинотеатре, в год его 85-летия, были проведены большие реставрационные работы по восстановлению его исторического вида. В это же время устанавливается новейшая звуковоспроизводящая аппаратура Dolby Digital SurroundEX, новый акустически прозрачный экран Perlux площадью 100 квадратных метров, новые кресла. На фасад была возвращена копия исторической статуи, которая украшала кинотеатр в 1913 году — Венеры Медицейской.
В 2010 году установлен цифровой кинопроектор Christie CP2230 с новой моделью активных 3D-очков XpanD Dx101. Показывают документальные фильмы.

## Награды
- Почётный диплом Законодательного Собрания Санкт-Петербурга (10 декабря 2008 года) — за выдающийся вклад в сохранение и развитие культуры и кинематографии в Санкт-Петербурге и в связи с 95-летием со дня основания[6].
- Почётный диплом Законодательного Собрания Санкт-Петербурга (11 декабря 2013 года) — за значительный вклад в развитие культуры и искусства в Санкт-Петербурге, а также в связи со 100-летием со дня основания[7].